# بوی وسترهوف
 بوی وسترهوف (انگلیسی: Boy Westerhof؛ زادهٔ ۲۴ اکتبر ۱۹۸۵) یک تنیس‌باز اهل هلند است. 